# Convenció Constitucional (Xile)
La Convenció Constitucional és l'òrgan constituent de la República de Xile, encarregat de redactar una nova Constitució Política de la República després del plebiscit nacional realitzat a l'octubre de 2020. La seva creació i regulació van ser efectuats a través de la Llei N.º 21 200, publicada el 24 de desembre de 2019, que va reformar la Constitució Política de la República per incloure el procés de redacció d'una nova constitució. Va començar el seu funcionament el 4 de juliol de 2021 i s'estima que operi per nou mesos amb una única pròrroga de tres mesos si així ho sol·licita l'organisme.

## Etimologia
Segons el senador Jaime Quintana (PPD), el terme «Convenció Constitucional» va ser encunyat durant la redacció del «Acord per la pau social i la Nova Constitució» el 14 de novembre de 2019; aquella tarda va rebre una comunicació de Mario Desbordes, llavors president de Renovació Nacional, en el qual va sol·licitar que l'òrgan redactor de la nova Constitució Política no rebés el nom de «assemblea constituent» per facilitar l'aprovació de l'acord per part dels partits polítics de dreta.

## Elecció i composició

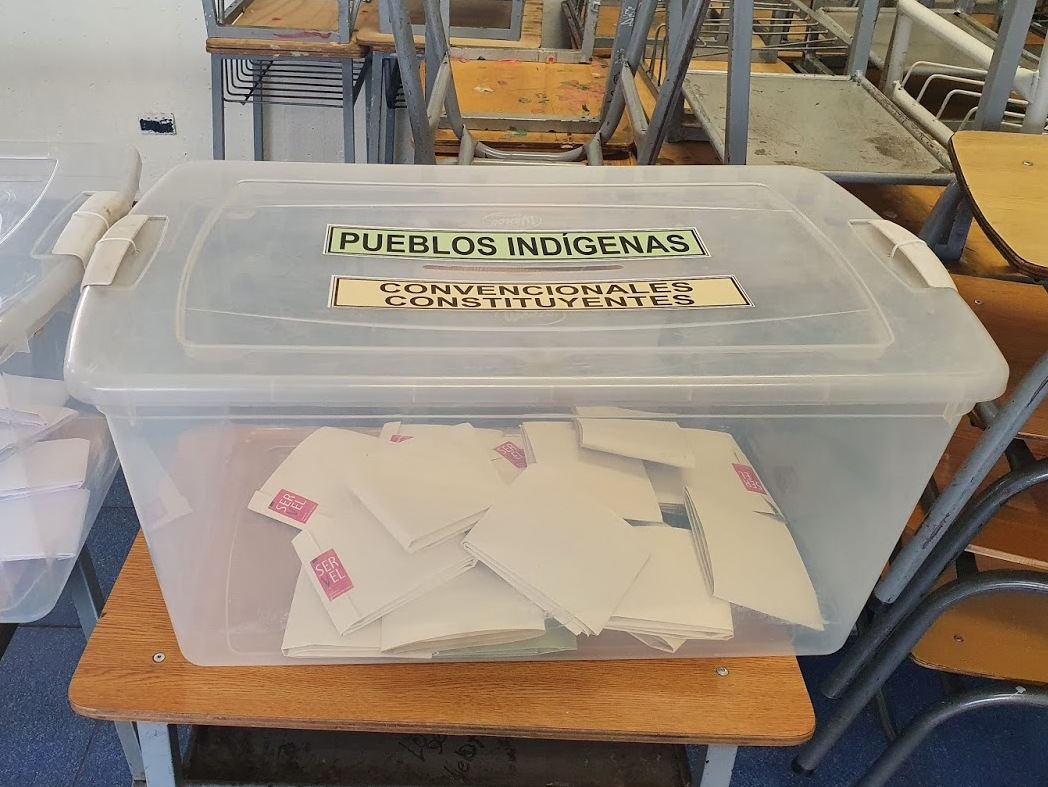
Urna utilitzada per a les eleccions de convencionals constituents.

Les eleccions per determinar els escons dels 155 convencionals constituents es va realitzar el dissabte 15 i diumenge 16 de maig de 2021. El 15 de juny, el Tribunal Qualificador d'Eleccions de Xile va proclamar als convencionals electes i el 18 de juny va ser comunicat al Congrés Nacional i al president de la República que va convocar a la sessió d'instal·lació de la Convenció Constitucional en la seu del Congrés Nacional a Valparaíso.
El 20 de juny el president va signar el decret de convocatòria per al dia 4 de juliol a les 10.00 en el palau de l'ex Congrés Nacional. L'acte va ser presidit per la secretària relatora del Tribunal Qualificador d'Eleccions, Carmen Gloria Valladares, qui va donar lectura a l'acta de proclamació i va realitzar la presa de possessió als 155 convencionals constituents, per posteriorment dirigir l'elecció del primer president de l'organisme.
La Convenció Constitucional està composta de manera paritària per 78 homes i 77 dones, així com també posseeix la representació dels pobles indígenes de Xile mitjançant 17 escons reservats: 7 per al pobre mapuche, 2 per al poble aimares i un per a cadascun dels altres pobles (kawésqar, rapanui, yamana, quítxua, atacamenys, diaguita, kolla i changos).

### Pactes electorals
La coalició electoral que va obtenir la major representació per a aquest procés va ser «Anem per Xile» amb 37 escons, pertanyent a la coalició oficialista del segon govern de Sebastián Piñera (Chile Vamos) mentre que el partit polític que va obtenir la major quantitat de constituents va ser la Unió Demòcrata Independent (UDI) del mateix pacte, amb 17 escons. No obstant això, a causa de l'alta presència d'independents no van aconseguir ser majoria dins de la Convenció, en un escenari on els constituents apartidistas, agrupats en dues llistes electorals (Independents No Neutrals i La Llista del Poble) van aconseguir 37 escons, més 12 escons d'independents i candidatures fora de pacte, sumant un total de 49 escons. El segon pacte electoral amb més escons va ser «Apruebo Dignitatd» (conformada pel Front Ampli i Xile Digne) amb 28 escons, que va superar a la «Llista del Apruebo» (conformada per partits de l'antiga Concertació de Partits per la Democràcia i Nova Majoria a més d'altres agrupacions com el Partit Liberal, el Partit Progressista i Ciutadans) que va aconseguir 25 banques.
D'altra banda, els 17 escons reservats per a pobles indígenes van ser triats sota un règim especial de contingents per representar al seu propi poble indígena, sota candidatures individuals, indistintament de la ideologia política que tinguin.

## Funcionament

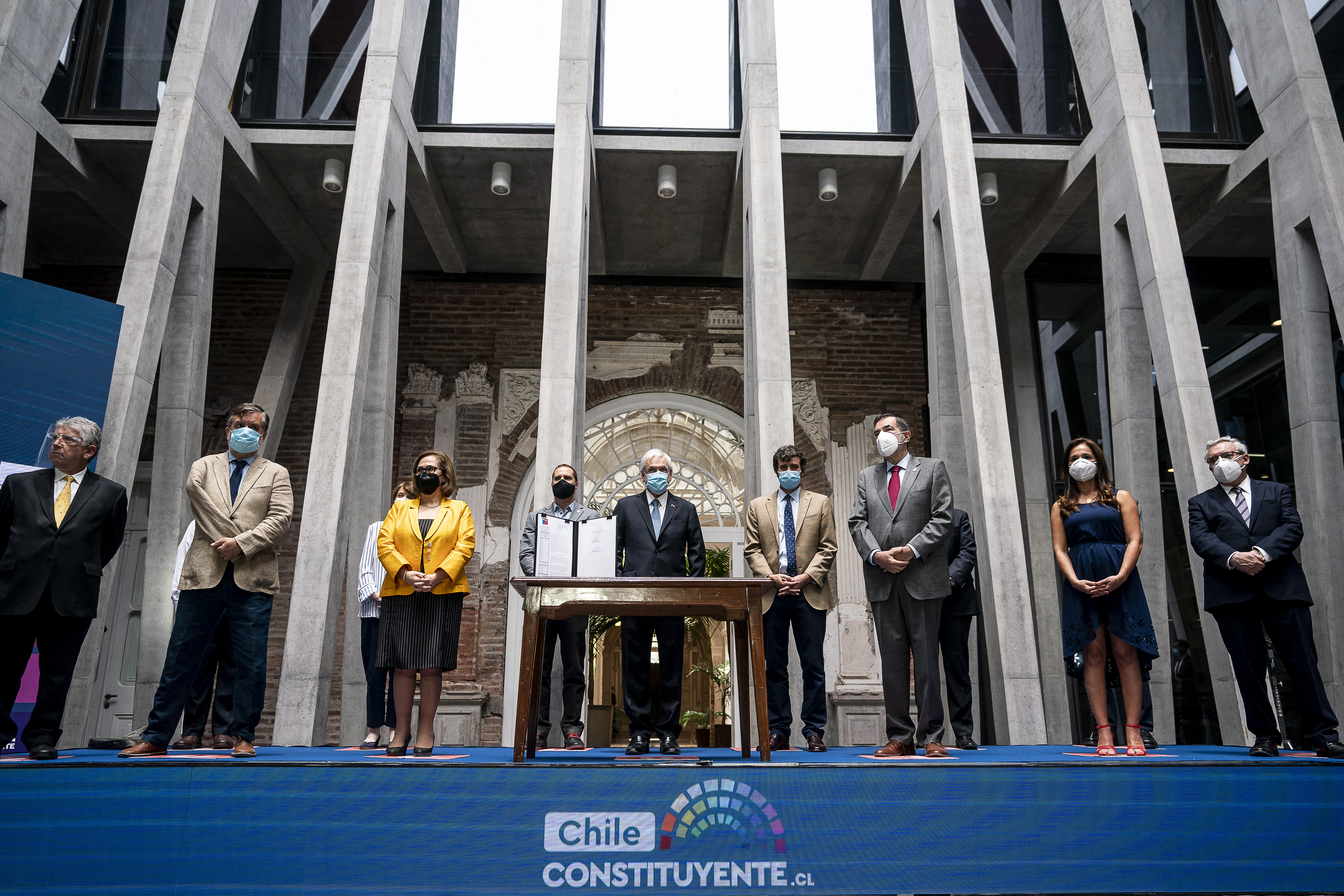
Presentació Palau Pereira, seu de treball de la Convenció Constitucional (gener de 2021).

A la sessió d'instal·lació de la Convenció haurà de triar-se al seu president i vicepresident mitjançant majoria absoluta dels seus membres. Així mateix, haurà d'aprovar els seus reglaments de votació i normes de funcionaments mitjançant un cuórum de dos terços dels convencionals constituents. El mateix cuórum de dos terços s'aplicarà per a la presa de qualsevol decisió, la qual cosa implica que els punts que no generin aquest consens quedaran fora del projecte de text de la nova Constitució Política. De la mateixa forma, l'actual Constitució estableix que el text presentat per la Convenció ha de respectar el règim democràtic i republicà, les sentències judicials i els tractats internacionals ratificats per Xile.
En cas que existeixin reclams per suposades infraccions a les regles de procediment aplicables a la Convenció, aquests seran coneguts i resolts per cinc membres de la Cort Suprema, triats per sorteig. El 22 de març de 2021 la Cort Suprema va emetre un acte acordat que reglamenta els processos de reclamació dels procediments de la Convenció Constitucional.
La Convenció haurà de redactar i proposar el text de la nova Constitució Política de la República dins d'un termini de nou mesos, podent prorrogar-se una sola vegada per 3 mesos. Una vegada que la proposta de nova Constitució sigui aprovada per la Convenció o es compleixi el termini de la pròrroga, la institució quedarà dissolta.

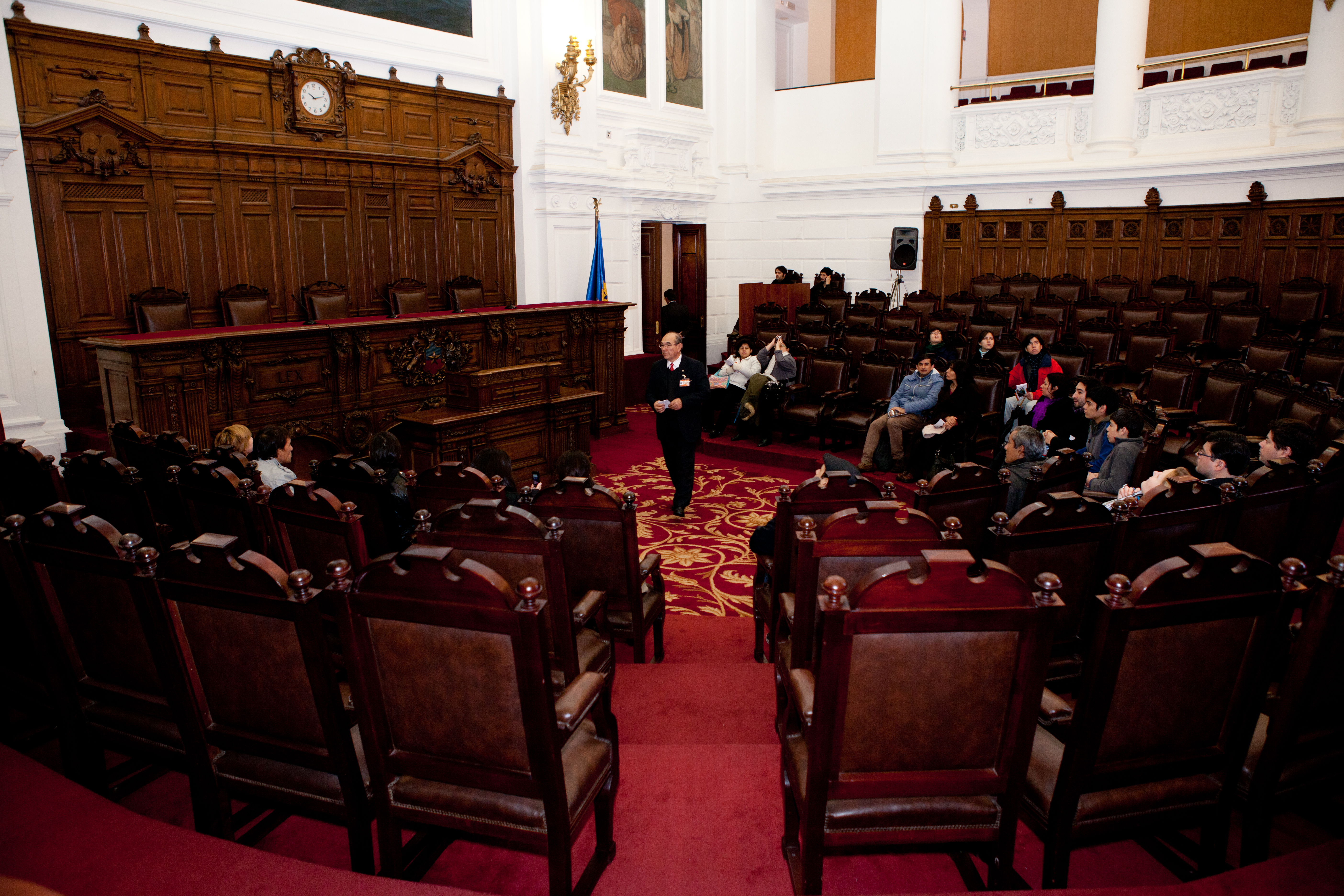
Hemicicle Cambra de diputats de l'ex Congrés Nacional, lloc de les sessions plenàries de la Convenció.

La Sotssecretaria General de la Presidència de Xile va crear l'1 de febrer de 2021 la «Unitat de Secretaria Administrativa de la Convenció Constitucional», encarregada de prestar ajuda i coordinar el suport tècnic, administratiu i financer en la instal·lació i funcionament de la institució. Va iniciar les seves funcions l'1 de febrer de 2021 i el seu secretari executiu és Francisco Alzina Morales, qui va assumir aquest càrrec el 15 de març; la unitat serà dissolta seixanta dies correguts des de la dissolució de la Convenció Constitucional.
Al març de 2021 es va anunciar la creació de la 29 Comissaria de la Convenció Constitucional de Carabiners, la qual comptarà amb 100 efectius: 95 carabiners i 5 oficials, sota el comandament d'un tinent coronel.
Al maig de 2021 es va realitzar la licitació per al sistema de circuit tancat de televisió i la transmissió de les sessions de la Convenció Constitucional que es realitzin en el palau de l'ex Congrés Nacional, especialment les sessions plenàries en l'antic hemicicle de la Cambra de diputats.

### Seu
L'11 de gener de 2021 el president Sebastián Piñera va anunciar al Palau Pereira com a seu de treball de la Convenció Constitucional. El recinte tindrà 15 oficines amb 102 llocs i 11 sales de reunió amb una capacitat total de 132 seients, a més d'una sala de majors dimensions que pot albergar reunions de fins a 40 persones; també existirà un menjador en el quart nivell per als convencionals constituents. També es va confirmar que el palau de l'ex Congrés Nacional s'utilitzarà per a les sessions plenàries i de determinades comissions.

## Autoritats

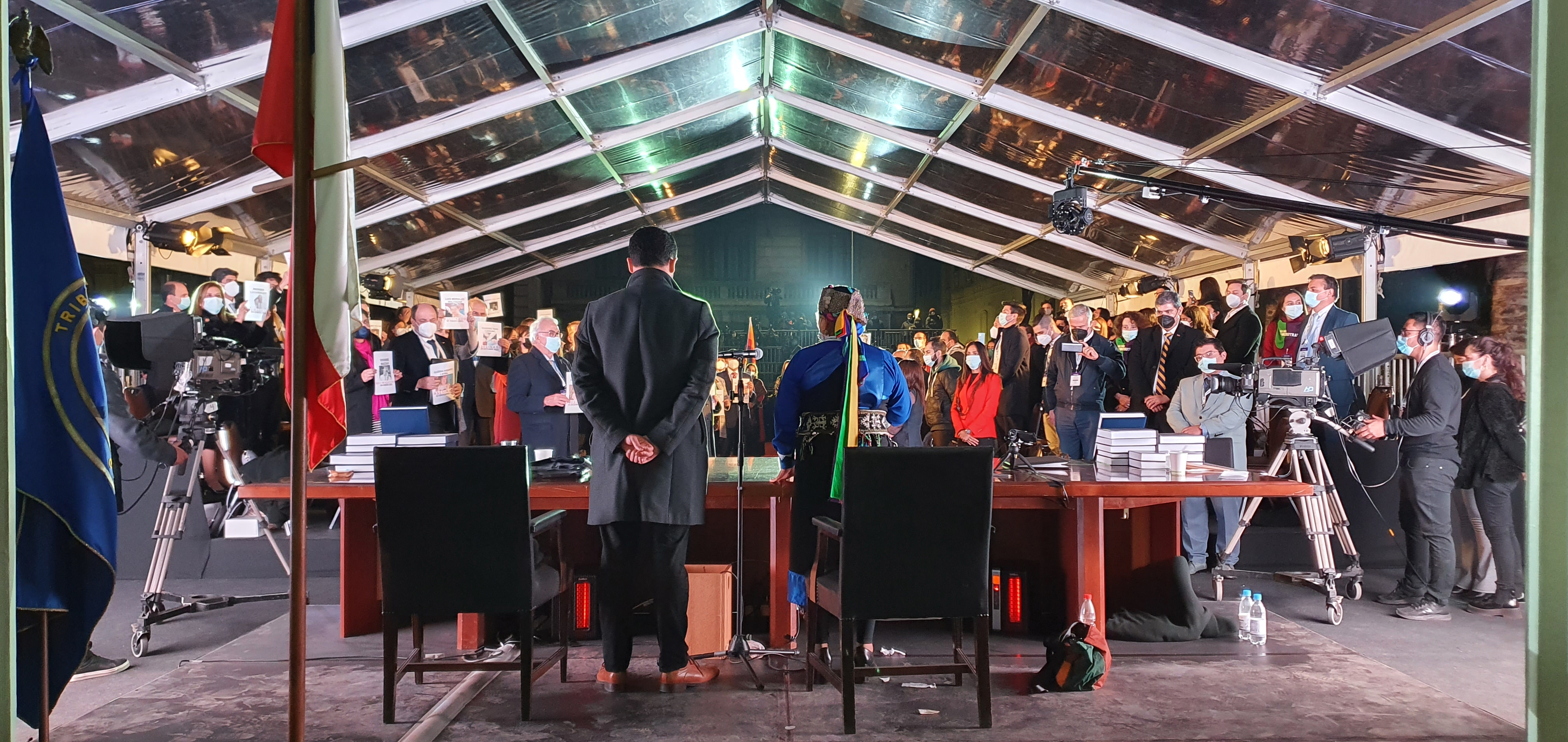
Sessió inaugural Convenció Constitucional. D'esquena Jaime Bassa i Elisa Loncón

### Taula directiva
La taula directiva de la Convenció Constitucional es compon d'un president i un vicepresident. La taula actual és la següent:
- Presidenta: Elisa Loncón Antileo, independent (Pobles indígenes)
- Vicepresident: Jaime Bassa Mercado, independent (pro Convergència Social)

### Presidents
- Carmen Gloria Valladares (accesitària), 4 de juliol de 2021, aplica Secretaria relatora del Tribunal Qualificador d'Eleccions
- Elisa Loncón Antileo, 4 de juliol de 2021 - 5 de gener de 2022, Independent (pobles indígenes)
- María Elisa Quinteros, des del 5 de gener de 2022, Independent (moviments socials constituents)

### Vicepresidents
- Jaime Bassa Mercado, 4 de juliol de 2021 - 5 de gener de 2022, Independent (pro Convergència Social)
- Gaspar Domínguez, des del 5 de gener de 2022 Independent (Independents No Neutrals)

### Elecció
Les normes establertes per a la sessió inaugural de la Convenció Constitucional establien que tant el seu president com a vicepresidenta havien de ser triats per majoria absoluta, requerint-se quantes votacions anessin necessàries fins a aconseguir aquesta situació. L'elecció de president va estar encapçalada per la secretària relatora del Tricel, Carmen Gloria Valladares, i el resultat va ser el següent:
| Nom                  | Primera votació | Segona votació |
| -------------------- | --------------- | -------------- |
| Elisa Loncón         | 58              | 96             |
| Harry Jürgensen      | 36              | 33             |
| Patricia Politzer    | 20              | 18             |
| Isabel Godoy         | 35              | 5              |
| Cristina Dorador     | 3               | —              |
| Agustín Squella      | 1               | —              |
| Daniel Bravo         | 1               | —              |
| Natividad Llanquileo | 1               | —              |
| Vots en blanc        | —               | 3              |

Després de l'assumpció de Loncón com a presidenta, es va procedir a l'elecció del vicepresident, la qual es va desenvolupar de la següent forma:
| Nom                | Primera votació | Segona votació | Tercera votació |
| ------------------ | --------------- | -------------- | --------------- |
| Jaime Bassa        | 51              | 74             | 84              |
| Rodrigo Rojas Vade | 29              | 45             | 35              |
| Pollyana Rivera    | 35              | 36             | 35              |
| Cristina Dorador   | 14              | —              | —               |
| Gaspar Domínguez   | 11              | —              | —               |
| Rodrigo Logan      | 5               | —              | —               |
| Renato Garín       | 4               | —              | —               |
| Maurici Daza       | 4               | —              | —               |
| Fernando Atria     | 1               | —              | —               |
| Absents            | 1               | —              | —               |
| Vots en blanc      | —               | —              | 1               |